# Viitasaari (ö i Södra Savolax, Nyslott, lat 62,49, long 28,56)
Viitasaari är en ö i Finland. Den ligger i sjön Kermajärvi och i kommunen Heinävesi i den ekonomiska regionen  Nyslotts ekonomiska region  och landskapet Södra Savolax, i den sydöstra delen av landet, 300 km nordost om huvudstaden Helsingfors. Öns area är 1,68 kvadratkilometer och dess största längd är 3,2 kilometer i öst-västlig riktning.